# Ministre d'État (république du Congo)
Pour les autres articles nationaux ou selon les autres juridictions, voir ministre d'État.
Un ministre d'État en République du Congo, est un membre du gouvernement bénéficiant de la plus haute préséance dans l’ordre protocolaire, immédiatement après le premier ministre. Il ne s’agit pas d’un portefeuille ministériel en soi, mais d’un rang accordé à certains ministres en raison de leur poids politique ou de leur ancienneté, à la discrétion du président de la République et du premier ministre.
Depuis le 24 septembre 2022, dans le gouvernement dirigé par Anatole Collinet Makosso (premier ministre), cinq ministres portent ce titre : Firmin Ayessa, Claude Alphonse Nsilou, Pierre Oba, Pierre Mabiala et Jean-Jacques Bouya.

## Liste des ministres d'États de la république du Congo
Cette liste recense les ministres d’État de la république du Congo. Seules sont mentionnées les équipes gouvernementales ayant compté au moins un ministre d’État, ce titre n’ayant pas été attribué systématiquement dans tous les gouvernements.

### Primature et présidence de Fulbert Youlou (1959-1963)

#### Gouvernement Youlou I (juillet 1959 - février 1960)
- Apollinaire Bazinga
- Pierre Goura

#### Gouvernement Youlou II (février 1960 - janvier 1961)
- Apollinaire Bazinga, ministre chargé de l'Information

#### Gouvernement Youlou VII (mai 1963 - août 1963)
- Jacques Opangault[2]

### Présidence de Alphonse Massamba-Débat (1963-1968)

#### Gouvernement Massamba-Débat VI (janvier 1968 - août 1968)
- Charles David Ganao, ministre chargé du Plan

#### Gouvernement Massamba-Débat VII (août 1968 - décembre 1968)
- Pascal Lissouba, ministre chargé du Plan[3]

### Présidence de Marien Ngouabi (1969-1977)

#### Gouvernement Alfred Raoul I (janvier 1969 -?)
- Pierre Nzé, ministre chargé de l'Information, de l'Éducation populaire et des Affaires culturelles
- Pascal Lissouba, ministre chargé de l'Agriculture et des Eaux et forêts[4]

### Présidence de Pascal Lissouba (1992-1997)

#### Gouvernement Charles David Ganao (2 septembre 1996-8 septembre 1997)
- Martin M'beri, ministre de la Décentralisation, de la Communication, du Développement urbain et de l'Habitat
- Philippe Bikinkita, ministre de l'Intérieur et de la Sécurité
- Victor Tamba-Tamba, ministres des Transports et de l'Aviation Civile[5]

### Présidence de Denis Sassou-Nguesso (depuis 1997)

#### Gouvernement Isidore Mvouba II (3 mars 2007-30 décembre 2007)
- Pierre Moussa, ministre du Plan et de l’Aménagement du territoire
- Aimé Emmanuel Yoka, garde des sceaux, ministre de la Justice et des Droits humains
- Rodolphe Adada, ministre des Affaires étrangères, de la Francophonie et de la Coopération
- Jean-Martin Mbemba, ministre de la Fonction publique, chargé de la réforme de l'État
- Jean-Baptiste Tati Loutard, ministre des Hydrocarbures[6]

#### Gouvernement Isidore Mvouba III (30 décembre 2007-15 septembre 2009)
- Pierre Moussa, ministre du Plan, de l'Aménagement du territoire
- Aimé Emmanuel Yoka, garde des sceaux, ministre de la Justice et des Droits humains
- Jean-Martin Mbemba, ministre de la Fonction publique, chargé de la réforme de l'État
- Jean-Baptiste Tati Loutard, ministre des Hydrocarbures[7]

#### Gouvernement Sassou-Nguesso II (15 septembre 2009-25 septembre 2012)
- Isidore Mvouba, coordonnateur du pôle des infrastructures de base, ministre des Transports, de l’Aviation civile et de la Marine marchande
- Pierre Moussa, coordonnateur du pôle économique, ministre de l’Économie, du plan, de l’Aménagement du territoire et de l’Intégration
- Aimé Emmanuel Yoka, coordonnateur du pôle de la souveraineté, garde des sceaux, ministre de la Justice et des Droits humains
- Florent Ntsiba, coordonnateur du pôle socioculturel, ministre du Travail et de la Sécurité sociale
- Rodolphe Adada, ministre du Développement industriel et de la Promotion du secteur privé[8]

#### Gouvernement Sassou-Nguesso III (25 septembre 2012-10 août 2015)
- Isidore Mvouba, ministre du Développement industriel et de la Promotion du secteur privé
- Aimé Emmanuel Yoka, garde des Sceaux, Ministre de la Justice et des Droits humains
- Rodolphe Adada, ministre des Transports, de l'Aviation civile et de la Marine marchande
- Florent Ntsiba, ministre du Travail et de la Sécurité sociale
- Gilbert Ondongo, ministre de l'Economie, des Finances, du Plan, du Portefeuille public et de l'Intégration[9]

#### Gouvernement Sassou-Nguesso IV (10 août 2015-30 avril 2016)
- Isidore Mvouba, ministre du Développement industriel et de la Promotion du secteur privé
- Aimé Emmanuel Yoka, garde des Sceaux, ministre de la Justice et des Droits humains
- Rodolphe Adada, ministre des Transports, de l'Aviation civile et de la Marine marchande
- Florent Ntsiba, ministre du Travail et de la Sécurité sociale
- Gilbert Ondongo, ministre de l'Economie, des Finances, du Plan, du Portefeuille public et de l'intégration[10]

#### Gouvernement Clément Mouamba I (30 avril 2016-22 août 2017)
- Henri Djombo, ministre de l’Agriculture, de l’Élevage et de la Pêche
- Gilbert Ondongo, ministre de l’Économie, du Développement Industriel et de la Promotion du Secteur Privé
- Claude Alphonse Nsilou, ministre de la Construction, de l’Urbanisme, de la Ville et du Cadre de Vie[11]

#### Gouvernement Clément Mouamba II (22 août 2017-15 mai 2021)
- Henri Djombo, ministre de l’Agriculture, de l’Élevage et de la Pêche
- Gilbert Ondongo, ministre de l’Économie, de l'Industrie et du Portefeuille public
- Claude Alphonse Nsilou, ministre du Commerce, des Approvisionnement et de la Consommation[12]

#### Gouvernement Makosso I (mai 2021 - septembre 2022)
- Firmin Ayessa, ministre de la Fonction publique, du Travail et de la Sécurité sociale
- Claude Alphonse Nsilou, ministre du Commerce, des Approvisionnements et de la Consommation
- Pierre Oba, ministre des Industries minières et de la Géologie
- Pierre Mabiala, ministre des Affaires foncières et du Domaine public[13]

#### Gouvernement Makosso II (septembre 2022 - janvier 2025)
- Firmin Ayessa, ministre de la Fonction publique, du Travail et de la Sécurité sociale
- Claude Alphonse Nsilou, ministre du Commerce, des Approvisionnements et de la Consommation
- Pierre Oba, ministre des Industries minières et de la Géologie
- Pierre Mabiala, ministre des Affaires foncières et du Domaine public, chargé des relations avec le Parlement
- Jean-Jacques Bouya, Ministre de l'Aménagement du territoire, des Infrastructures et de l'Entretien routier[1]

#### Gouvernement Makosso III (depuis janvier 2025)
- Firmin Ayessa, ministre de la Fonction publique, du Travail et de la Sécurité sociale
- Claude Alphonse Nsilou, ministre du Commerce, des Approvisionnements et de la Consommation
- Pierre Oba, ministre des Industries minières et de la Géologie
- Pierre Mabiala, ministre des Affaires foncières et du Domaine public, chargé des relations avec le Parlement
- Jean-Jacques Bouya, ministre de l'Aménagement du territoire et des Grands travaux[14]